# Сыр-Дарьинский округ
Сыр-Дарьинский округ — административно-территориальная единица Казакской АССР, существовавшая в 1928—1930 годах.
Сыр-Дарьинский округ был образован 17 января 1928 года из частей Акмолинской, Семипалатинской и Сыр-Дарьинской губерний. Центром округа был назначен город Чимкент. Округ был разделён на 21 район:
- Арысский район. Центр — село Ишан-Базар
- Аулие-Атинский район. Центр — город Аулие-Ата
- Бадамский район. Центр — село Сайрам
- Беловодский район. Центр — село Белые Воды
- Бостандыкский район. Центр — село Ходжикент
- Джувалинский район. Центр — село Бурное
- Ирджарский район. Центр — село Славянское
- Каратасский район. Центр — село Турбат
- Караспанский район. Центр — посёлок Арысь
- Келесский район. Центр — село Сары-Агач
- Кзыл-Кумский район. Центр — аул Ак-Тюбе
- Манкентско-Сайрамский район. Центр — кишлак Манкент
- Меркенский район. Центр — село Мерке
- Сары-Суйский район. Центр — зимовье Кент-Арал
- Сузакский район. Центр — село Сузак
- Таласский район. Центр — урочище Уюк
- Туркестанский район. Центр — город Туркестан
- Тюлькубасский район. Центр — село Тюлькубас
- Чаяновский район. Центр — село Чаян
- Чуйский район. Центр — село Ново-Троицкое
- Яны-Курганский район. Центр — село Яны-Курган

19 июня 1928 центр Каратасского района был перенесён в село Шарапхана, а центр Манкентско-Сайрамского района — в кишлак Сайрам.
23 июня 1928 Чуйский район был переименован в Муюн-Кумский район.
17 декабря 1930 года округ, как и все остальные округа Казакской АССР, был упразднён, его районы укрупнены и переданы в прямое подчинение республиканским властям.